# Santa Caterina d'Alexandria (Caravaggio)
Santa Caterina d'Alexandria és un quadre pintat per Caravaggio l'any 1598 i que actualment s'exposa al Museu Thyssen-Bornemisza de Madrid.

## Història i descripció
La pintura formava part de la col·lecció del cardenal Francesco Maria Del Monte, on va ser catalogada el 1627. El sant, juntament amb Maria Magdalena, es trobaven entre els favorits del cardenal.
Segons Alessandro Zuccari, va ser pintat a proposta del cardenal quan Caravaggio vivia amb ell al Palazzo Madama.
Com a model del sant, Caravaggio va triar de manera controvertida Fillide Melandroni, una coneguda prostituta romana de la qual s'havia enamorat i que li va causar molts problemes. Fillide tornaria a modelar per a ell a Marta i Maria Magdalena, Judith decapitant a Holofernes, i en un únic retrat cremat a Berlín durant la Segona Guerra Mundial.
El quadre mostra Santa Caterina d'Alexandria, que domina tota l'escena. Els objectes que hi apareixen –els instruments amb què la santa va ser torturada– tenen una presència menor, i això fa que la figura destaqui. Caterina representa un ideal de dolçor i tranquil·litat, però no pas el d'una dama, sinó el d'una noia de poble, enrogida i sensual, cosa que ens parla dels models realistes que Caravaggio preferia per sobre de les idealitzacions d'altres estils. Aquest quadre és el preludi a les grans obres de l'autor per a les escoles romanes.
L'autor ha distribuït els objectes amb una gran saviesa, en un complex joc de diagonals i formes geomètriques, com el mateix cos de la santa, situat obliquament i reforçat per la línia de l'espasa, que, al seu torn, és el símbol del seu martiri. La fulla de palma a terra travessa l'anterior diagonal i traça una nova línia compositiva. L'estabilitat prové de la roda amb ganivets on la jove va ser torturada abans que se la decapités amb l'espasa. El tractament de les teles brodades és sumptuós, d'acord amb la condició de princesa de Caterina.